# Розье, Роберт
Роберт Эрнест Розье (англ. Robert Earnest Rozier; 28 июля 1955, Анкоридж, штат Аляска) — американский серийный убийца и профессиональный игрок в американский футбол, член религиозного движения «Нация Яхве», совершивший в течение 1986 года серию из 7 убийств на территории города Майами, штат Флорида на религиозной почве, по приказу своего духовного лидера.

## Ранние годы
Роберт Розье родился 28 июля 1955 года в городе Анкоридж, штат Аляска в семье гражданского специалиста, работавшего на одной из авиабаз ВВС США. Вскоре после рождения его отец добился перевода на авиабазу Матер, расположенную в городе Ранчо-Кордова, штат Калифорния, населенным в основном белыми американцами, и перевез туда семью. Розье посещал школу «Cordova High School», где занимался спортом и входил в школьную команду по американскому футболу. В то же время, вследствие расовых предрассудков, Роберт подвергался моральному давлению и физическим нападкам других учеников, по причине чего злоупотреблял хроническими прогулами, имел низкую успеваемость и, в свою очередь, сам демонстрировал агрессивное поведение по отношению к другим, за что неоднократно подвергался дисциплинарным взысканиям со стороны администрации школы.
Будучи в выпускном классе, из-за низкой успеваемости Розье не смог сдать экзамены и ему было отказано в получении диплома о среднем образовании, но благодаря спортивным успехам ему в 1973 году удалось поступить в малопрестижный колледж «Grays Harbor College», расположенный в городе Абердин, штат Вашингтон, где он стал выступать в местной команде по американскому футболу. Его выдающиеся результаты вскоре позволили ему получить футбольную стипендию в престижном Калифорнийском Университете, расположенном в городе Беркли, штат Калифорния, куда он перевелся в 1974 году и начал выступать в основном составе команды университета, где вскоре был признан лучшим игроком. Благодаря этому обстоятельству Роберт пользовался популярностью в университете, имел множество друзей и подруг, но в то же время он был известен как патологический лжец, манипулятор и был замечен в употреблении наркотических средств, таких как марихуана и кокаин.
Окончив университет в 1979 году, Роберт Розье во время драфта заключил контракт с профессиональным футбольным клубом «Аризона Кардиналс». В сезоне 1979 года Розье провел 6 игр в основном составе команды, после чего был уличен в употреблении наркотических средств и отстранен от игр. По окончании сезона контракт с ним был аннулирован. В преддверии сезона 1980 года, от услуг Розье отказались другие клубы, благодаря чему он вынужден был отправиться в Канаду, где отыграл один сезон в Канадской футбольной лиге за команды «Саскачеван Рафрайдерс» и «Гамильтон Тайгер-Кэтс». В этот период, испытывая материальные трудности, Розье начал вести криминальный образ жизни. В ходе финансовых махинаций ему удалось присвоить несколько тысяч долларов США, после чего ему были предъявлены обвинения в 32-х эпизодах мошенничества. Он был объявлен в розыск, но ему удалось скрыться. Он покинул Канаду и вернулся в США, где пытался продолжить карьеру в профессиональном футбольном клубе Окленд Рэйдерс, но не сумев пройти медицинский осмотр, Роберт Розье в том же году принял решение завершить профессиональную карьеру футболиста.

## Серия убийств
После окончания карьеры Розье стал вести бродяжнический образ жизни и был вынужден заниматься низкоквалифицированным трудом. В начале 1980-х он познакомился с представителями религиозного движения Нация Яхве. Роберт прошел психологическую и идеологическую обработку и вскоре стал членом движения, принял иудаизм и сменил имя. Благодаря своему уровню образования и спортивному прошлому Розье быстро продвинулся в иерархии «Нация Яхве» и вскоре переехал в Майами, где был представлен духовному лидеру движения «Яхве Бен Яхве», который провозгласил себя Мессией, восставшим из мертвым с целью спасти американских представителей членов групп и сект, соблюдающих предписания иудаизма и известных как «Черные евреи». За счет пожертвований и других источников дохода Яхве Бен Яхве в начале 1980-х создал компанию «Temple of Love Inc.» и начал активно заниматься бизнесом, благодаря чему к 1986 году «Нация Яхве» владела обширным списком недвижимости, куда входили предприятия, отели, рестораны, кафе, жилые дома и торгово-развлекательные центры, приносящие в качестве дохода несколько миллионов долларов в год. Количество последователей движения к тому времени превысило несколько тысяч человек, а региональные отделения были образованы во многих городах США, несмотря на то, что Яхве Бен Яхве занимался благотворительностью и меценатством для повышения социального благополучия чернокожих, проживающих в социально-неблагополучных районах Майами, в середине 1980-х он столкнулся с обвинениями в черном расизме, рэкете, вымогательстве и создании деструктивного культа, который оказывал моральное давление и физическое насилие по отношению к инакомыслящим.
Осенью 1986 года компания «Temple of Love Inc.» приобрела жилой комплекс в одном из социально-неблагополучных районов города, заселенном представителями маргинального слоя общества. После того как представители движения под угрозой оружия потребовали жильцов комплекса покинуть квартиры, между жильцами и последователями движения «Нация Яхве» произошли столкновения, в результате чего несколько человек с травмами попали в больницу. Арендаторы квартир выступили с критикой религиозного культа Яхве по телевидению и цитировались в газетах, обвиняя руководство культа в незаконном выселении без соответствующего уведомления, после чего 31 октября того же года Роберт Розье по приказу «Яхве Бен Яхве» застрелил двух жильцов комплекса 28-летнего Энтони Брауна и 37-летнего Роберта Бруссарда несколькими выстрелами в голову, после чего был арестован. Оказавшись под арестом, Розье после нескольких допросов заключил со следствием соглашение о признании вины. В обмен на дачу показаний против лидера культа «Яхве Бен Яхве» он признался в совершении 7 убийств. Помимо признательных показаний в совершении убийств Брауна, Бруссарда, Розье заявил, что несет ответственность за убийства 61-летнего Рэймонда Келли, который был зарезан 5 сентября 1986 года, 45-летнего Сесила Бранча, который был зарезан 20 сентября 1986 года и за убийства ещё 3 человек. Согласно его заявлению, 6 из 7 убийств он совершил в качестве акта возмездия за проявление критики и агрессии представителями белого населения по отношению к членам «Нация Яхве» и за проявление инакомыслия, также Роберт поведал следствию сведения о других убийствах, совершенных другими сторонниками движения начиная с 1981 года по разным мотивам
На основании его свидетельских показаний в 1990 году были арестованы 13 членов «Нация Яхве», в том числе и духовный лидер движения — «Яхве Бен Яхве», которым были предъявлены обвинения в 18 случаях вымогательства, обвинения в организации 14 убийств, двух покушений на убийство и обвинение в совершении поджога. В 1992 году Яхве Бен Яхве был признан виновным и был приговорен к 18 годам лишения свободы. Роберт Розье на основании сделки с правосудием был признан виновным в совершении серии убийств и получил в качестве наказания 22 года лишения свободы.

## В заключении
Роберт Розье после совершения сделки с правосудием и осуждения попал под программу защиты свидетелей и последующие годы провел в одной из федеральных тюрем за пределами штата Флорида под вымышленным именем в целях собственной безопасности. В 1996 году он получил условно-досрочное освобождение и вышел на свободу. Он сменил имя на Роберта Рамсеса, вернулся на территорию штата Калифорния, где остановился в городе Сакраменто. После освобождения Розье занялся бизнесом и освоил профессию веб-дизайнера. 6 марта 1999 года он был арестован за неоплаченные штрафы общей суммой 2200 долларов. Его адвокаты на досудебных слушаниях обвинили прокуратуру и власти штата в предвзятости по отношению к Роберту из-за тяжести совершенных им преступлений. Сам Роберт Розье заявил о раскаянии в совершенных убийствах и о том, что на его сознание членами культа было оказано психологическое воздействие, при котором произошло некритическое восприятие им убеждений и установок. На основании положений «закона трех ошибок», последствия которого оцениваются весьма неоднозначно, Роберт Розье 13 января 2001 года был признан виновным в совершении трех серьёзных преступлений и получил в качестве наказания пожизненное лишение свободы с правом подачи ходатайства на условно-досрочное освобождение по отбытии 25 лет заключения.
Свое наказание Роберт Розье под именем Роберта Рамсеса отбывает в тюрьме «Mule Creek State Prison». В апреле 2020 года он имеет право подать ходатайство на условно-досрочное освобождение